# 수구화나무
수구화나무(繡毬花-)는 인동과의 낙엽활엽 관목이다. 산지에서 자란다. 높이 2∼5m이며 가지에 잔 털이 있다. 잎은 마주나고 둥글며 털과 주름이 많고 가장자리에는 톱니가 있다. 꽃은 5∼6월에 흰색으로 피고 중성이며, 잎겨드랑이에 둥글게 모여달리므로 수국꽃같이 보인다. 원예품종으로 개발된 종류이며, 관상용으로 많이 심는다. 일본, 중국 등지에 분포한다.